# شرکت آلفابت
آلفابت (انگلیسی: Alphabet Inc.) یک شرکت فناوری چندملیتی آمریکایی مستقر در کالیفرنیا است که شرکت گوگل زیرمجموعه‌ای از آن است.
از زمان تأسیس این شرکت، گوگل بزرگ‌ترین زیرمجموعهٔ شرکت مادر است و چندین بخش از جمله گوگل مپس، یوتیوب و اندروید به صورت زیرمجموعه‌ای از شرکت گوگل هستند. علاوه براین، برخی از زیرمجموعه‌های تازه‌تر شرکت گوگل، مانند سرمایه‌گذاری و بخش تحقیقات، واحد اتوماسیون خانگی هوشمند به نام نست، بازوی هواپیماهای بدون سرنشین، شرکت گوگل ایکس به‌عنوان آزمایشگاه تحقیقاتی گوگل، کالیکو شرکتی که برای بهبود شرایط زندگی انسان‌ها فعالیت می‌کند و لایف ساینس که روی پروژه‌هایی چون تماس‌های هوشمند برای بیماران دیابتی کار می‌کند نیز از زیرمجموعه‌های آلفابت خواهند بود.
این شرکت با درآمد ۱۳۶ میلیارد و ۸۱۹ میلیون دلار آمریکا و با صعود ۱۵ رتبه نسبت به سال ۲۰۱۸ در رتبه ۳۷ پردرآمدترین شرکت بین‌المللی سال ۲۰۱۹ فهرست فورچون جهانی ۵۰۰ قرار گرفت، همچنین با مجموع دارایی به مبلغ ۲۳۲ میلیارد و ۷۹۲ میلیون دلار آمریکا در رتبه ۱۱۸ دارایی و با رشد سوددهی حدود ۱۴۲٪ به میزان ۳۰ میلیارد و ۷۳۶ میلیون دلار آمریکا در سال ۲۰۱۹ در رتبه هفتم سودآورترین شرکت‌ها پس از اپل (جایگاه دوم) و سامسونگ (جایگاه چهارم) قرار گرفت.